# 马里安·恰尔法
马里安·恰尔法（捷克語：Marián Čalfa；1946年5月7日—），斯洛伐克政治家，第21任捷克斯洛伐克总理。

## 生平
1946年，恰爾法出生於斯洛伐克特雷比绍夫区一個鐵路職工家庭。1970年，從布拉格查理大學法學系畢業，隨後在捷克斯洛伐克通訊社擔任法律顧問。1972年，進入捷聯邦政府主席團辦公廳條法司，歷任經濟法處處長和條法司司長。
1987年，恰爾法出任捷聯邦政府主席團辦公廳副主任。1988年，出任捷聯邦政府法制委員會主席。1989年，首先擔任捷克斯洛伐克聯邦政府第一副總理，並於同年12月出任總理及短暫代理總統職權。1990年，出任國防委員會主席，同年6月續任總理。1992年，因所在政黨在議會選舉中失利，恰爾法離開總理一職。